# Chuck Yeager
Charles Elwood „Chuck“ Yeager (13. února 1923 Myra, Západní Virginie, USA – 7. prosince 2020) byl americký vojenský a zkušební pilot. Do armády narukoval roku 1941. Za druhé světové války se stal leteckým esem. Následně sloužil jako testovací pilot Letectva Spojených států amerických. Dne 14. října 1947 při zkušebním letu v experimentálním letadle Bell X-1 s raketovým motorem jako první člověk překonal rychlost zvuku. Roku 1953 jako první člověk dosáhl rychlosti 2,44 M. Později zastával různé velící funkce a bojově létal ve vietnamské válce. Roku 1969 byl povýšen do hodnosti brigádního generála. Roku 1975 odešel do výslužby.
Za 34 let služby pilotoval 180 různých typů letadel a nasbíral 10 131,6 letových hodin. Dosáhl 11,5 sestřelu. Přežil několik nouzových havárií. Získal řadu vyznamenání a ocenění (Collier Trophy, Harmon Trophy, Zlatá medaile od Mezinárodní letecká federace). Roku 1973 byl uveden do Národní letecké síně slávy. Rychlost zvuku Yeager naposledy překonal 14. října 2012 při příležitosti 65. výročí rekordního letu. V té době mu bylo 89let.

## Život

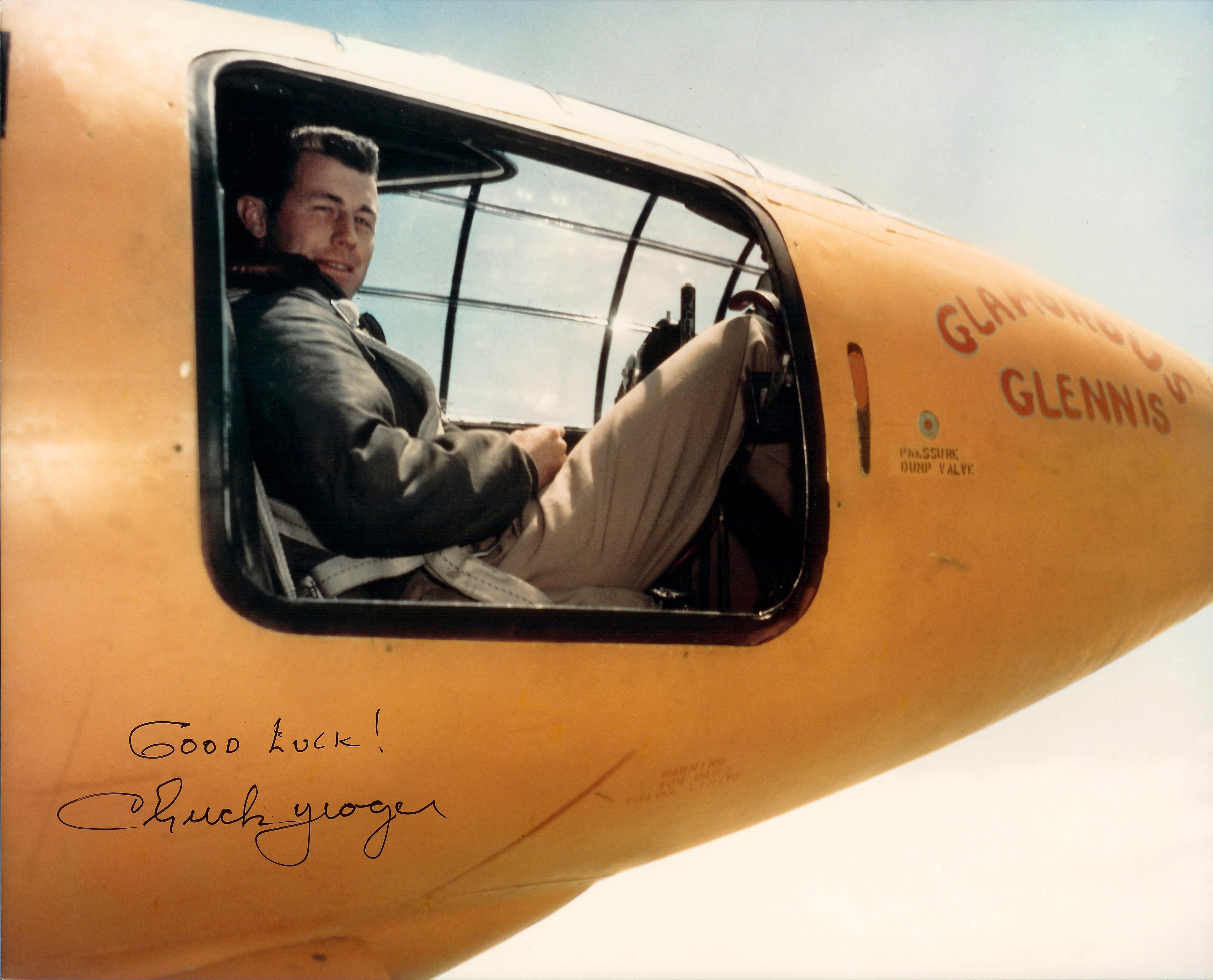
Chuck Yeager v kokpitu experimentálního letadla Bell X-1 pojmenovaného podle manželky Glamorous Glennis

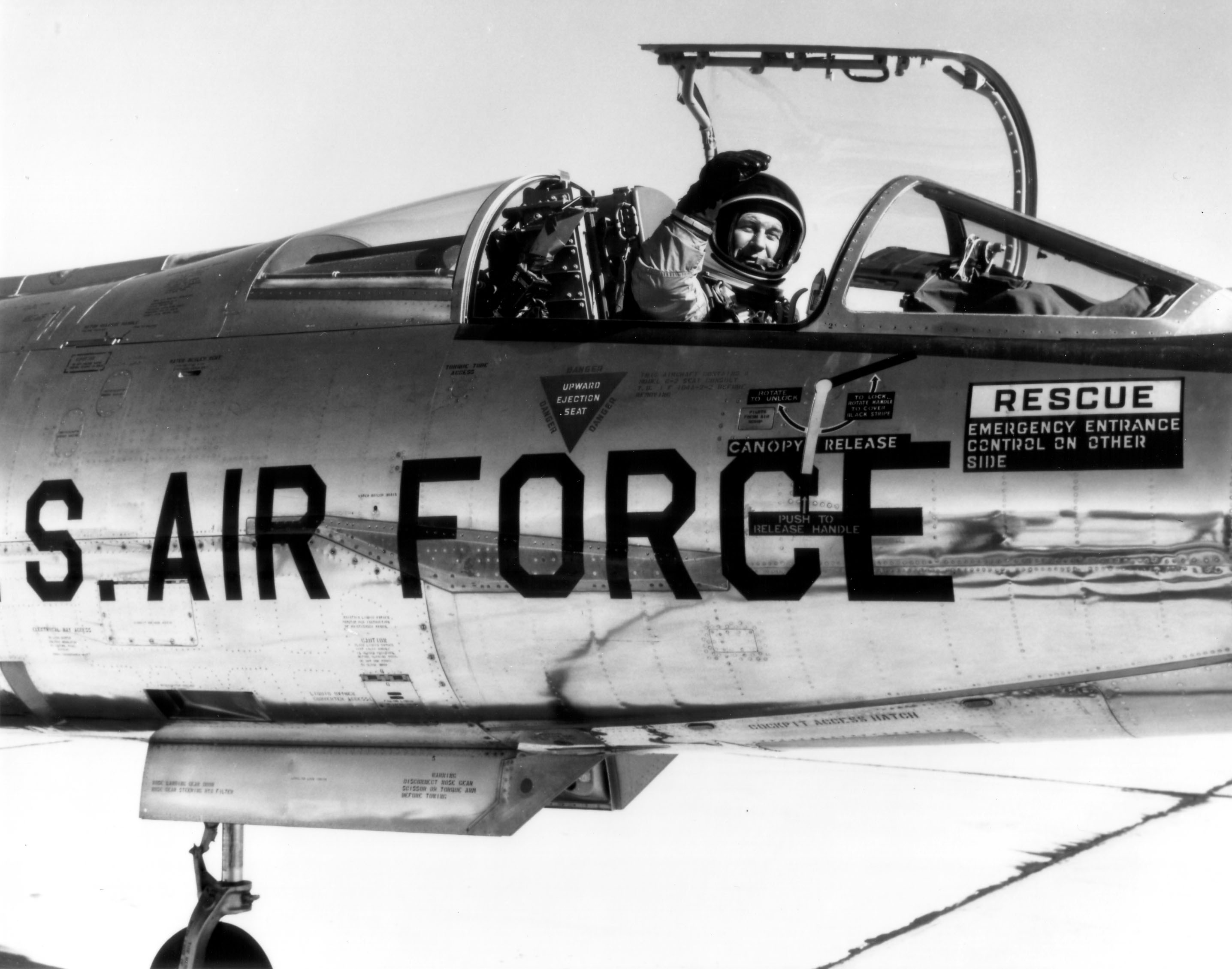
Yeager v kokpitu letounu NF-104A Starfighter

### Mládí
Narodil se roku 1923 jako druhé z pěti dětí Alberta Halleyho Yeagera (1896–1963) a Susan Florence Sizemore Yeagerové (1898–1987). Když mu bylo pět, rodina se přestěhovala do Hamlinu v Západní Virginii. Roku 1940 dokončil studium na škole Hamlin High School. Chuck měl bratry Roye a Hala mladšího a sestry Doris Ann a Pansy Lee. 

### Druhá světová válka
Dne 12. září 1941 narukoval jako vojín do armády Spojených států amerických. Nejprve pracoval jako letecký mechanik. Stara lse o cvičné letouny AT-11 V červenci 1941 byla přijata jeho žádost o pilotní výcvik v rámci programu „Flying sergeant“. Výcvikem prošel na základně Yuma v Arizoně. V březnu 1943 na letecké základně Luke Field v Arizoně získal pilotní křídla a stal důstojníkem armádního letectva. Stíhacím výcvikem prošel u 363. stíhací peruti (363d Fighter Squadron) v Tonopahu v Nevadě. Létal na stíhacím letounu Bell P-39 Airacobra. Dne 23. října 1943 musel Airacobru svou opustit na padáků kvůli závadě motoru.
Od listopadu 1943 byla 363. stíhací peruť nasazena v Anglii. Vyzbrojena byla stíhacími letouny P-51B Mustang. Chuck Yeager svůj osobní letoun P-51B (43-6762) pojmenoval „Glamourus Glen“, po své přítelkyni Glennis Faye Dickhouseové (1924–1990) z Oroville v Kalifornii. Prvního bojového úspěchu Yeager dosáhl 4. března 1944 sestřelem stíhacího Bf-109G. Avšak následující den jej východně od Bordeaux sestřelil německý Fw 190A. Yeager se zachránil na padáku a s pomocí příslušníků francouzského odboje maquis prošel okupovaným územím až do Španělska. Do Anglie se vrátil v květnu 1944. K létání se vrátil. Svou novou stíhačku P-51D Mustang (sériové číslo 44-13897) pojmenoval „Glamorous Glenn II“ a později další P-51D Mustang (sériové číslo 44-14888) tradičně „Glamorous Glenn III“. Dne 12. října 1944 sestřelil pět stíhacích Bf-109 v jednom dni. Celkově od 4. března 1944 do 27. listopadu 1944 absolvoval 67 bojových letů. Celkem dosáhl 11,5 sestřelu. Mezi jeho úspěchy byl i německý proudový letoun Me 262. Do spojených států se Yeager vrátil v únoru 1945.
Dne 26. února 1945 se Chuck Yeager oženil s Glennis Dickhouse. Svatba proběhla v rodinném domě Yeagerových v Hamlinu v Západní Virginii. Měli spolu čtyři děti.

### Zkušební pilot

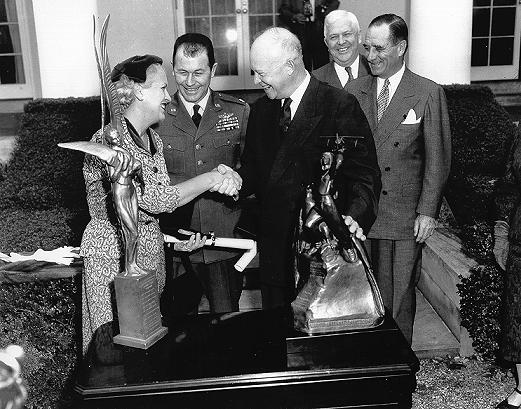
Letci Jacqueline Cochran a Chuck Yeager s prezidentem Eisenhowerem při předání cen Harmon Trophy. Když Cochran jako první žena překonala rychlost zvuku, Yeager ji symbolicky doprovázel ve druhém letounu.

Po válce Yeager prošel šestiměsíčním výcvikem zkušebního pilota. Podílel se na zkouškách ukořistěných německých a japonských letounů a na vývoji P-80 Shooting Star a P-84 Thunderjet. Poté byl vybrán, aby se zapojil to zkušebních letů s experimentálním raketovým letounem Bell X-1 v rámci federálního úřadu National Advisory Committee for Aeronautics. Dne 14. října 1947 Yeager s letounem X-1 „Glamorous Glennis“ překonal rychlost zvuku a dosáhl rychlosti 1,06 M.
Od prosince 1949 do září 1954 Yeager působil na letecké základně Muroc Dry Lake (roku 1949 přejmenována na Edwardsovu leteckou základnu). S letounem X-1 Yeager během dvou let letěl více než čtyřicetkrát. Poté pokračoval s vylepšeným Bell X-1A, který byl druhou generací X-1 určenou k letům rychlostí přesahující dvojnásobek rychlosti zvuku ve vodorovném letu. Dne 12. prosince 1953 se strojem Bell X-1A (sériové číslo 48-1384) dosáhl rekordního téměř dvouapůlnásobku rychlosti zvuku (2604 km/h, 2,435 M) ve výšce 22 769 metrů. Reagoval na to, že 20. listopadu 1953 Albert Scott Crossfield se poprvé překonal dvojnásobek rychlosti zvuku s letounem Douglasu D-558-2 Skyrocket. Inženýři Bellu přitom Yeagera varovali, aby nepřekračoval rychlost 2,3 M. Po vypnutí raketového motoru se letoun vymkl kontrole, byl nestabilní a během sedmdesáti vteřin ztratil patnáct kilometrů výšky. Yeager byl vystaven vysokým hodnotám přetížení, ale ve výšce devět kilometrů nad letounem dokázal získat kontrolu a bezpečně přistát na Edwardsově letecké základně. Po tomto incidentu Yeager přestal létat s raketovými letouny.
Do korejské války se Yeager nezapojil, podílel se však na zkouškách severokorejského stíhacího letounu MiG-15, se kterým v září 1953 jeho pilot No Kum-sok uletěl na jih.
Jako zkušební pilot Yeager získal řadu ocenění. V roce 1948 za prolomení zvukové bariéry získal Collier Trophy a Mackay Trophy, v roce 1949 mu Mezinárodní letecká federace udělila zlatou medaili a roku 1954 mu byla za dosažení rychlosti 2,44 M udělena Harmon Trophy (Harmon Aviatrix Trophy pro pilotku ve stejném roce získala Jacqueline Cochran). Harmon Trophy Yeager převzal 17. listopadu 1954 v Bílém domě od prezidenta Eisenhowera. Yeagerův rekortní letoun X-1 byl vystaven v National Air and Space Museum, které je součástí Smithsonova institutu.

### Další vojenská služba

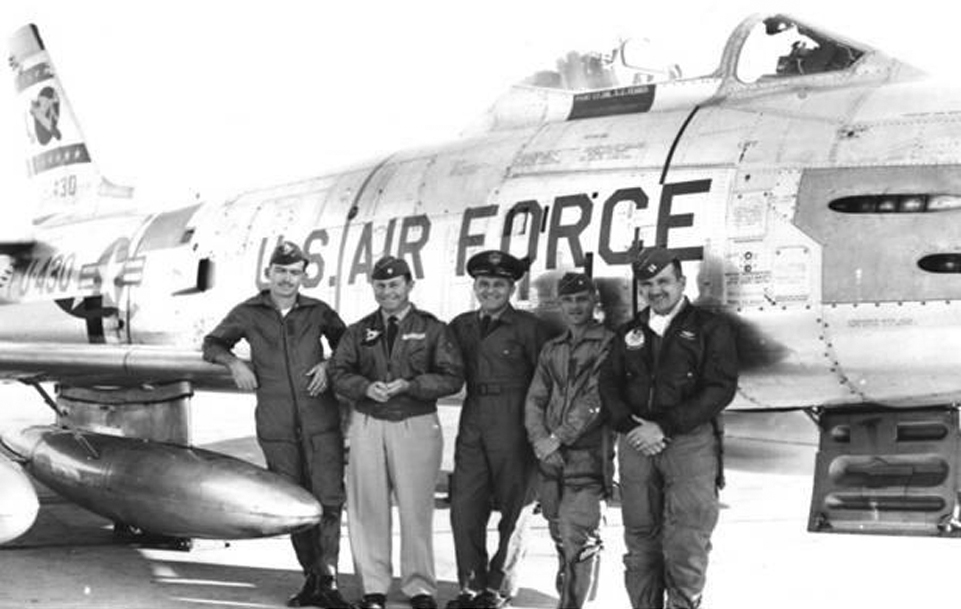
Yeager (druhý zleva) před letounem F-86 Sabre na Nellisovově letecké základně v roce 1956

Po devíti letech práce zkušebního pilota se Yeager vrátil k bojovým útvarů. V říjnu 1954 se vrátil do Evropy a v květnu 1955 se stal velitelem 417. stíhací-bombardovací perutě (417th Fighter-Bomber Squadron), působíci s letouny F-86H Sabre v Německu a od dubna 1956 na základně Toul-Rosieres ve Francii. Od září 1957 byl přidělen ke 413. stíhací peruti. Od dubna 1958 velel 1. denní stíhací petuti (1st Fighter Day Squadron) s letouny F-100 Super Sabre, doplňoval si vzdělání na Air War College (práci napsal o letounech STOL) a od roku 1962 vedl Aerospace Research Pilot School na Edwardsově letecké základně, kterou procházeli zkušební piloti i astronauté NASA z řad letectva.
Na přelomu let 1963 a 1964 Yeager absolvoval pět zkušebních letů se vztlakovým tělesem NASA M2-F1. Dne 10. prosince 1963 Yeager odstartoval ke čtvrtému pokusu o výškový rekord ve vysoce modifikovaném stíhacím letounu NF-104A Starfighter (sériové číslo 56-0762), který škola využívala. NF-104A měl především kromě proudového motoru General Electric J79 měl i raketový motor Rocketdyne AR2-3, který jej poháněl v závěrečné fázi stoupání a korekční trysky, které umožnily jeho řízení. Rekordní výšky nedosáhl, při klesání se dostal do rotace a nepodařilo se mu spustit proudový motor. Z neovladateného letounu se Yeager musel katapultovat, přičemž utrpěl popáleniny. NF-104A do dopadu na zem udělal čtrnáct plochých vývrtek, Yeager se katapultoval při třinácté.
V červenci 1966 se Yeager stal velitelem 405. taktického stíhacího křídla (405th Tactical Fighter Wing) na základně Clark na Filipínách. V té době naposledy absolvoval bojové nasazení, neboť ve vietnamské válce odlétal 127 bojových misí s letounem Martin B-57 Canberra. V únoru 1968 se vrátil do Spojených států amerických, aby převzal velení 4. taktického stíhacího křídla (4th Tactical Fighter Wing). V době krize způsobené zajetím americké zpravodajské lodě USS Pueblo (AGER-2) severokorejci v lednu 1968, se Yeager se svou jednotkou a letouny F-4 Phantom II na čas přesunul do Jižní Koreje. Dne 22. června 1969 byl povýšen na brigádního generála s účinností od 1. srpna 1969. V červenci 1969 byl jmenován zástupcem velitele 17. expediční letecké armády (Seventeenth Expeditionary Air Force), působící na základně Ramstein v Německu. V letech 1971–1973 působil jako vojenský přidělenec Spojených států, který byl poradcem pro Pákistánské letectvo. Od června 1973 byl ředitelem pro leteckou bezpečnost ve středisku Air Force Inspection and Safety Center. Roku 1973 byl uveden do Národní letecké síně slávy. Dne 28. února 1975 Yeager ve stíhacím letounu F-4 Phantom II absolvoval svůj poslední let v aktivní službě. Druhý den armádu opustil.

### Ve výslužbě

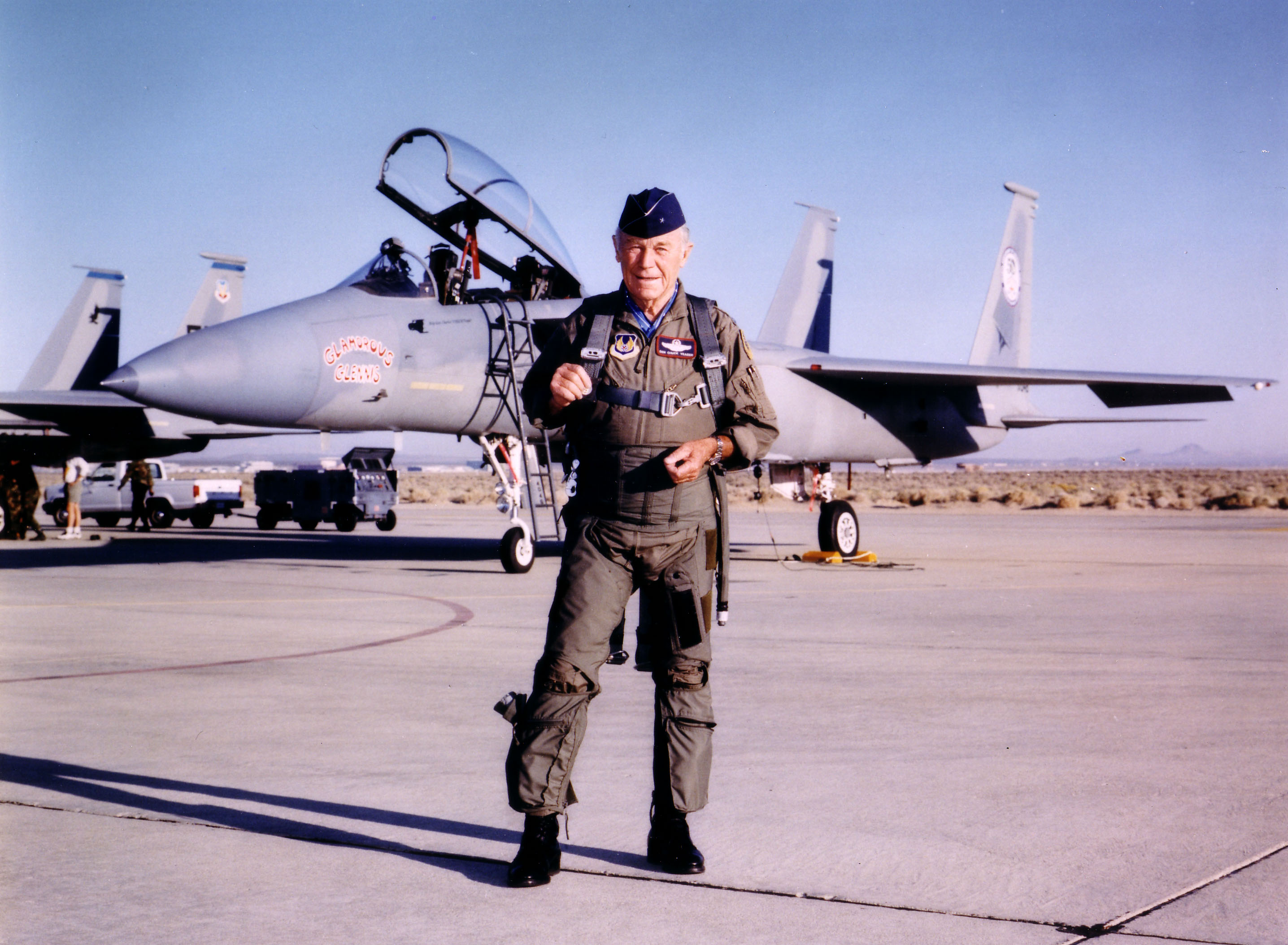
Chuck Yeager v roce 1997. V den 50. výročí jeho rekordního letu překonal zvukovou bariéru ve dvoumístném letounu F-15D Eagle.

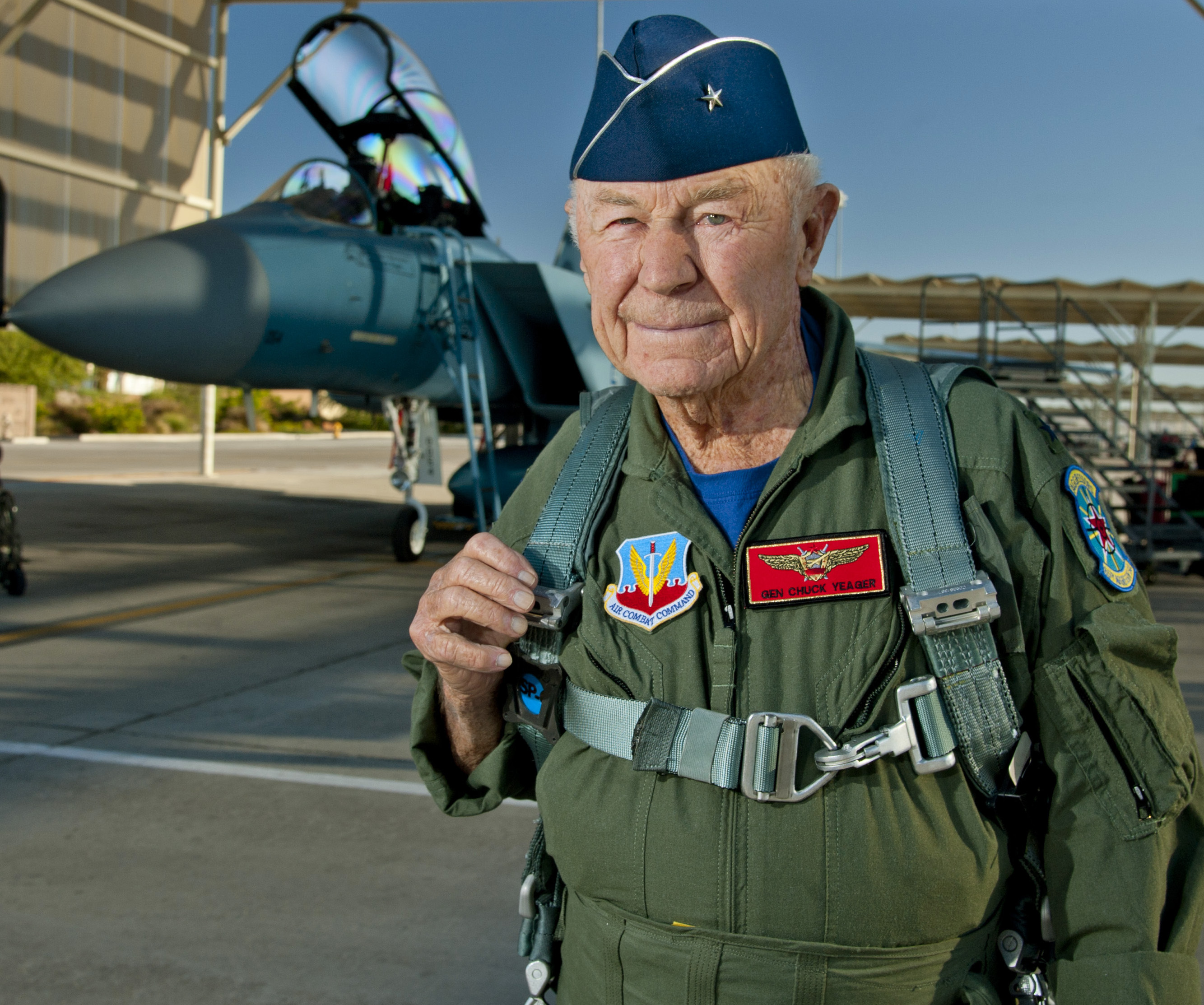
Chuck Yeager v roce 2012. V den 65. výročí jeho rekordního letu naposledy překonal zvukovou bariéru ve dvoumístném letounu F-15D Eagle, který pilotoval kapitán David Vincent.

Yeager pracoval pro společnost Northrop a podílel se na propagaci letounu Northrop F-20 Tigershark. Roku 1979 měla u veřejnosti úspěch biografická kniha Toma Wolfa „The Right Stuff“, zaměřující se na Yeagerovo překonání zvukové bariéry s X-1. Kniha byla rovněž převedena do filmu The Right Stuff (1983, režie Philip Kaufman). Yeager měl ve filmu cameo. V letech 1986 a 1988 byl pozván, aby řídil safety car v rámci závodu 500 mil Indianapolis. Roku 1986 jej Ronald Reagan jmenoval členem komise vyšetřující havárii raketoplánu Challenger. Roku 1990 ovdověl.
Dne 14. října 1997 Yeager oslavil 50. výročí svého rekordního letu opětovným překonáním zvukové bariéry v dvoumístném stíhacím letounu McDonnell Douglas F-15D Eagle (sériové číslo 84-046), pojmenovaném pro tuto příležitost Glamorous Glennis III. Na zadním sedadle s ním letěl podplukovník Troy Fontaine. Doprovodný letoun F-16 Fighting Falcon pilotoval Bob Hoover, který jej naopak doprovázel při rekordním letu v roce 1947. Nedlouho po letu mu byla udělena Tony Jannus Award.
Dne 14. října 2012 se situace opakovala při 65. výročí rekordního letu. Již 89letý Yeager překonal rychlost zvuku ve dvoumístném stíhacím letounu F-15D Eagle (sériové číslo 80-054), znovu opatřeném jménem Glamorous Glennis III. Letoun pilotoval kapitán David Vincent, Yeager seděl na zadním sedadle. Společně letěli rychlostí až 1,4 M. Doprovodný letoun pilotoval plukovník Pete Ford.
Podruhé se oženil roku 2003 s herečkou Victorií Scott D'Angelo. Chuck Yeager zemřel 7. prosince 2020 v nemocnici v Los Angeles ve věku 97 let. Pohřben byl rodné v Myře v Západní Virginii.